# Senecio strictifolius
Senecio strictifolius là một loài thực vật có hoa trong họ Cúc. Loài này được Hiern miêu tả khoa học đầu tiên năm 1895.